# Les Voisins de Dieu
Pour plus de détails, voir Fiche technique et Distribution.

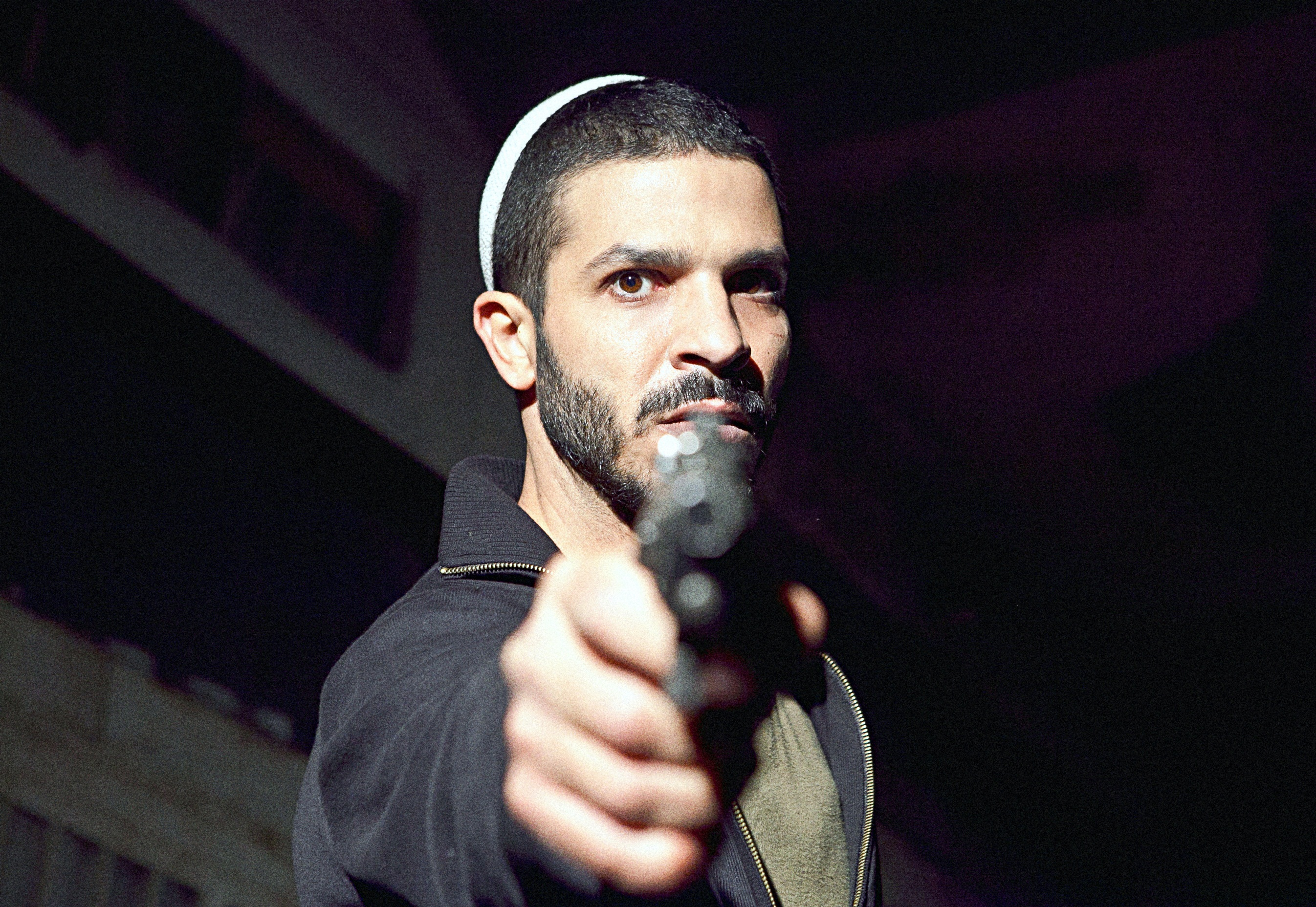
Avi (Roy Asaf)

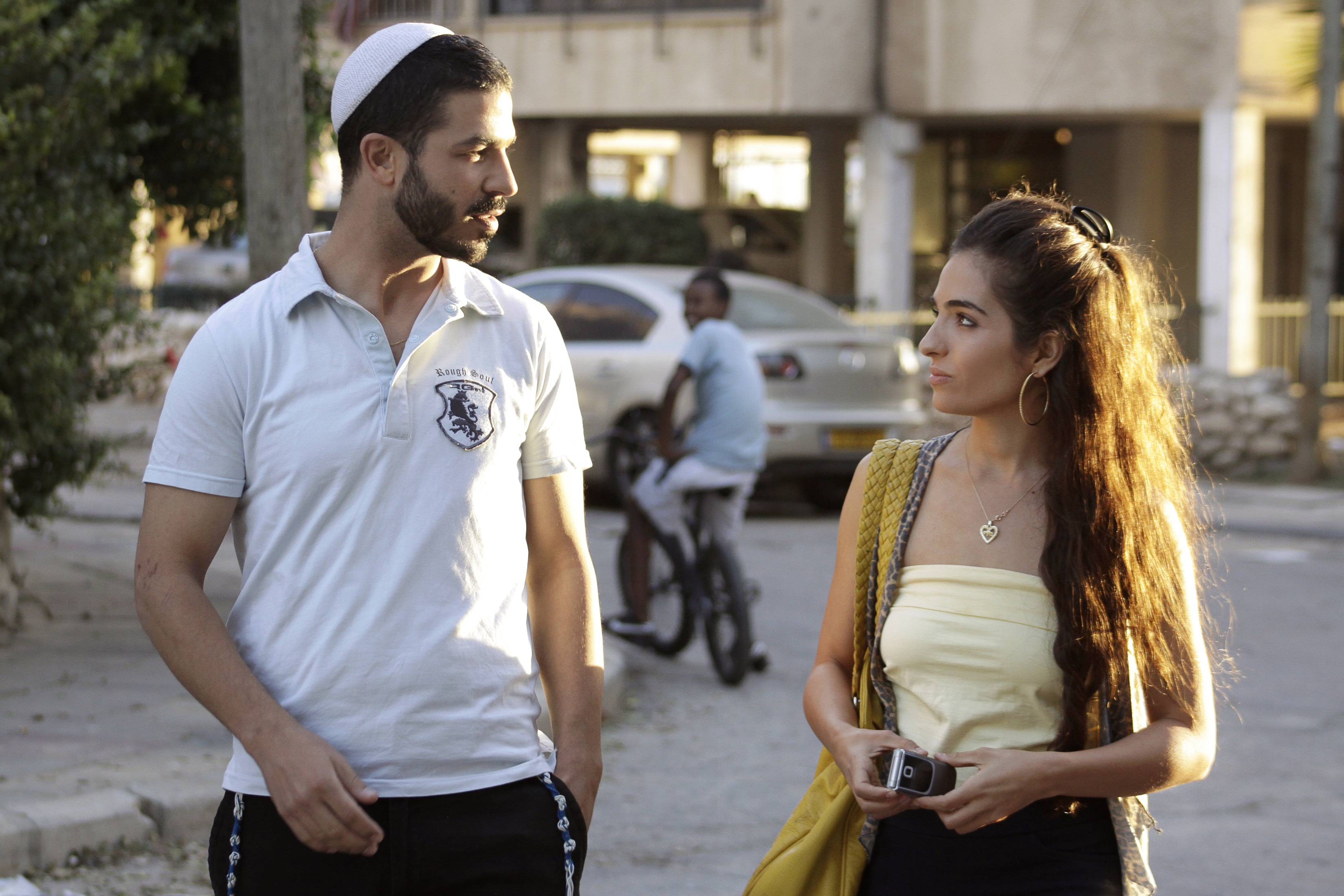
Miri (Rotem Zisman-Cohen) and Avi (Roy Asaf)

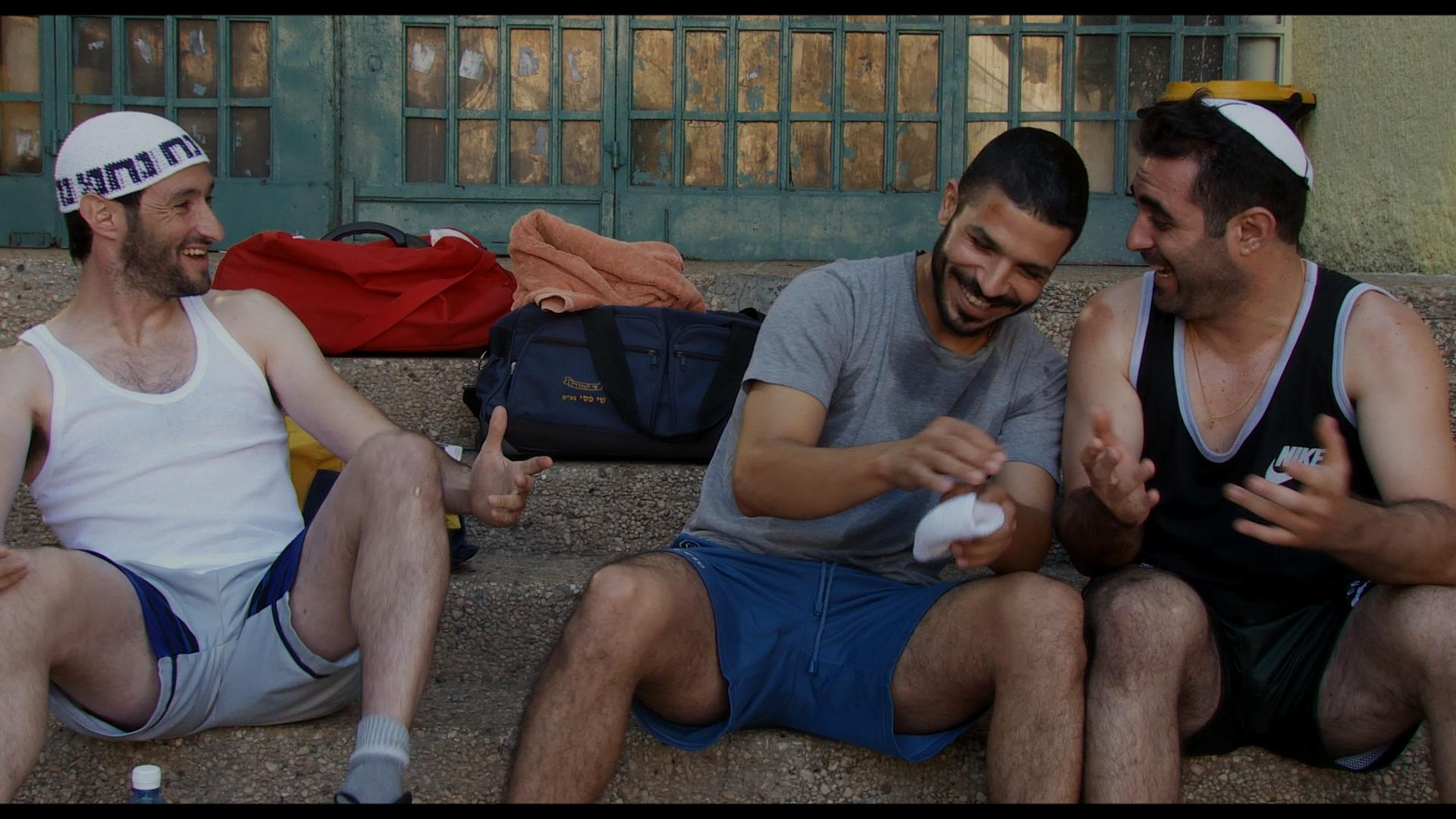
Itzik Golan, Roy Assaf, Gal Friedman

Les Voisins de Dieu (Ha-Mashgihim) est un drame israélo-français écrit et réalisé par Meni Yaesh, sorti en 2012.

## Synopsis
Dans la ville de Bat Yam, près de Tel Aviv, Avi Assaf, Kobi et Yaniv, trois miliciens juifs ultra-orthodoxes, font respecter violemment les préceptes de la religion juive, jusqu'à ce qu'Avi tombe amoureux de Miri (Zisman-Cohen), une nouvelle venue dans le quartier...

## Fiche technique
- Titre original : Ha-Mashgihim
- Titre français : Les Voisins de Dieu
- Réalisation : Meni Yaesh
- Scénario : Meni Yaesh
- Direction artistique : Udi Tagnodreich
- Décors :
- Costumes : Shir Veinberg
- Photographie : Shahak Paz
- Son : Mathieu Vigouroux
- Montage : Asaf Korman
- Musique : Shushan
- Production : Marek Rozenbaum et Jerome Bleitrach
- Sociétés de production : Bizibi et Transfax Film Productions
- Distribution :  /  : Rezo Films
- Budget :
- Pays d’origine :  Israël/ France
- Langue originale : hébreu
- Format : couleur - 1,85:1 - 35 mm
- Genre : drame
- Durée : 94 minutes
- Dates de sortie :
  - France : 19 mai 2012 (semaine de la critique)
  - Israël : 12 juillet 2012

## Distribution
- Roy Assaf : Avi
- Rotem Zisman-Cohen : Miri
- Gal Friedman : Kobi
- Itzik Golan : Yaniv
- Gili Shushan : le rabbin

## Distinctions

### Récompenses
- 2012 : Prix SACD de la semaine de la critique.